# Saison 4 de Fiebre de Viña
Chronologie
Saison 3 Saison 5
La quatrième saison de Fiebre de Viña est diffusée au Chili par Chilevisión entre le 21 février 2015 et le 28 février 2015 et été présenté par Francisca García-Huidobro et Julio César Rodríguez.

## Présentateurs
- Francisca García-Huidobro
- Julio César Rodríguez

## Panélistes
- La Pola
- Barbie Humana

## Invités
- Carolina de Moras
- Rafael Araneda
- Emmanuel
- Reik
- Jhendelyn Núñez
- Francisco Saavedra
- Katherine Salosny
- Karol Lucero
- Huaso Filomeno

### Sources
- (es) Cet article est partiellement ou en totalité issu de l’article de Wikipédia en espagnol intitulé « Fiebre de Viña » (voir la liste des auteurs).